# لابات
لابات (فرانسوی: Labatt‎) شرکت نوشیدنی کانادایی است، که در سال ۱۸۴۷ توسط جان کیندر لبات تأسیس شد.